# Useljenik (1917.)
Useljenik (eng. The Immigrant), kratki film iz 1917. s Charliejem Chaplinom u ulozi Skitnice kao useljenika koji stiže u Sjedinjene Američke Države, a koji je optužen za krađu na putu preko Atlantskoga oceana, tijekom kojega se sprijateljuje s mladom ženom. U filmu se pojavljuju i Edna Purviance i Eric Campbell.
Film je napisao i režirao Chaplin.
Prema seriji dokumentaraca Kevina Brownlowa i Davida Gilla, Nepoznati Chaplin, scene koje su napisane i snimljene prve, postale su dio drugoga dijela filma, u kojemu Skitnica bez prebijene pare pronalazi novčić i odlazi u restoran kako bi ručao, ne shvaćajući kako je novčić ispao iz njegova džepa. Chaplin je tek poslije odlučio da razlog Skitničina siromaštva bude to što je tek stigao brodom iz Europe, pa je iskoristio ideju kao temelj za prvi dio. Navodno je Purviance morala pojesti toliko tanjura graha zbog ponavljanja sekvencije iz restorana da je postala bolesna.
Scena u kojoj Chaplinov lik udara useljeničkoga službenika poslije je navođena kao dokaz njegova antiamerikanizma kada je morao napustiti SAD u pedesetima.

## Glumci
- Charles Chaplin - useljenik
- Edna Purviance - useljenica
- Eric Campbell - glavni konobar
- Albert Austin - gost na ručku
- Henry Bergman - umjetnik

## Sinopsis
Film počinje na parobrodu na Atlantskomu oceanu, a prvo se prikazuju nezgode anonimnoga useljenika (Chaplin), koji se uvaljuje u nevolje dok, među ostalim, karta, jede u blagovaonici, i izbjegava putnike koji pate od morske bolesti. Na putu se sprijateljuje s drugom anonimnom useljenicom (Purviance) koja putuje u Ameriku sa svojom boležljivom majkom. Po dolasku u Ameriku, Skitnica i Edna se razdvajaju.
Kasnije, gladan i bez novaca, skitnica pronalazi novčić na ulici i odlazi u obližnji restoran, gdje naručuje tanjur graha. Tamo pronalazi Ednu i otkriva kako joj je umrla majka. Charlie naruči jelo za Ednu.
Dok jedu, ugledaju kako krupni glavni konobar (Campbell) i drugi konobari napadaju i silom izbacuju gosta koji ne može ili ne želi platiti jelo. Zastrašeni Skitnica posegne po svoj novčić i otkriva kako je ispao kroz rupu u džepu. Prestrašen da će proći kao čovjek kojega su izbacili, Skitnica počinje planirati kako se suprotstaviti krupnome muškarcu. Ubrzo, međutim, pronalazi drugi novčić (ili možda onaj isti) na podu i uspijeva ga pokupiti. Daje ga konobaru, ali se prestravi nakon što je konobar otkrio kako je lažan. Skitnica se ponovno počne pripremati za borbu života. Upravo tada, umjetnik koji se našao u restoranu primjećuje Ednu i Charlieja i ponudi im posao da mu poziraju za sliku. Njih dvoje pristaju. Umjetnik plaća za svoje jelo i daje konobaru napojnicu. Napojnica je tolika da može pokriti i njihovo jelo. Poslije, ispred matičnoga ureda, Skitnica zaprosi Ednu koja se isprva zastidi, ali Charlie unese nasmijanu djevojku u ured.

## Proizvodnja
Prva epizoda dokumentarca iz 1983., Nepoznati Chaplin, otkriva kako je Chaplin napisao smislio radnju Useljenika kada je snimanje već počelo. Film se počeo snimati kao komedija smještena u umjetničkome restoranu, s Purviance u ulozi gošće. Ova je priča napuštena gotovo odmah, prije nego što se pojavio Chaplinov lik, kaže dokumentarac, a Chaplin je započeo priču, opet smještenu u restoran, o čovjeku koji nikad prije nije bio u restoranu pa izvodi neumjesne geste prije nego što se upoznao s ljupkom djevojkom (Purviance) i dotjerao se. Henry Bergman prvo je glumio glavnoga konobara grubijana, ali ga je Chaplin poslije zamijenio s Ericom Campbellom. Prema dokumentarcu, Chaplin je razvio priču o Skitnici i Purviance kao useljenicima nakon što je shvatio kako mu treba podloga za scenu u restoranu. Nakon snimanja uvodne sekvencije dolaska u Ameriku, ponovno je snimio neke scene u restoranu kako bi bile usklađene s novom radnjom (ovaj put s Bergmanom u ulozi umjetnika koji rješava Charliejev problem s plaćanjem obroka), te dodao epilog u kojemu se Skitnica i Purviance odlaze vjenčati.

## Vanjske poveznice
- Useljenik u internetskoj bazi filmova IMDb-a